# A Naked Twist in My Story
A Naked Twist in My Story è un rifacimento in chiave acustico-orchestrale del secondo album in studio di Secondhand Serenade A Twist in My Story, pubblicato indipendentemente l'11 settembre 2012.

## Il disco
Viene annunciato per la prima volta il 15 agosto 2012, quando Secondhand Serenade comunica sulla sua pagina Facebook di essere al lavoro su due nuovi album: il suo quarto album in studio e, appunto, il remake del suo secondo album A Twist in My Story. Questo è il primo album di Vesely ad essere pubblicato in via indipendente a sette anni di distanza dalla pubblicazione del suo primo demo.
Oltre alle tracce già presenti nella prima edizione di A Twist in My Story l'album contiene anche un brano inedito, Belong To, che Vesely registrò nei mesi precedenti alla pubblicazione di Weightless (2011) ma, non essendo soddisfatto del risultato, non pubblicò. Successivamente la canzone venne registrata una seconda volta per essere pubblicata come bonus track in A Naked Twist in My Story.
Tutte le canzoni sono state registrate in una versione differente dalla loro prima edizione e suonate esclusivamente in modo acustico, alcune con un arrangiamento più orchestrale e sinfonico rispetto alla versione originale.

## Tracce
Testi e musiche di John Vesely.
1. Like a Knife – 4:04
2. Fall for You – 2:56
3. Maybe – 3:36
4. Stranger – 3:57
5. Your Call – 4:01
6. Suppose – 3:50
7. A Twist in My Story – 4:39
8. Why – 4:10
9. Stay Close, Don't Go – 3:32
10. Pretend – 3:22
11. Goodbye – 4:50
12. Belong To (Bonus Track) – 3:54

## Formazione
- John Vesely – voce, chitarra acustica, piano, tamburello, percussioni, ukulele, programmazione, arrangiamenti orchestrali